# 北江站
北江站（越南语：／*/?）是越南河同铁路的一座火车站，位于北江省北江市，距河内站49公里。铺设有标准轨及米轨共行的混合轨。每天设有国际联运列车T8701/8702次通往中国南宁。每天设有DD5/DD6次列车通往河内及同登。
原名府諒滄站，后因府諒滄市社更名为北江市社而同步易名。